# Mubárak Marzúk
Mubárak Marzúk Hamed al-Issza (1961. január 1. –) kuvaiti válogatott labdarúgóhátvéd.